# Чејс Сити (Вирџинија)
Чејс Сити (енгл. Chase City) град је у америчкој савезној држави Вирџинија. По попису становништва из 2010. у њему је живело 2.351 становника.

## Демографија
Према попису становништва из 2010. у граду је живело 2.351 становника, што је 106 (4,3%) становника мање него 2000. године.
| Група             | 2000.         | 2010.         |
| Белци             | 1.304 (53,1%) | 1.125 (47,9%) |
| Афроамериканци    | 1.097 (44,6%) | 1.131 (48,1%) |
| Азијати           | 3 (0,1%)      | 18 (0,8%)     |
| Хиспаноамериканци | 33 (1,3%)     | 33 (1,4%)     |
| Укупно            | 2.457         | 2.351         |